# Guñelve

El guñelve

El guñelve (originalment en mapudungun: wüṉyelfe o wünelfe; estel de l'alba o planeta Venus) és un símbol de la iconografia maputxe que pot ser descrit o bé com una forma especial d'octagrama o estel de vuit puntes, similar a l'estel tartessi, o bé com una creu foliada —és a dir, una creu els extrems de la qual es divideixen per formar dues noves puntes—, similar a la creu de Malta. La figura representa l'estel de l'alba, que en llengua mapudungun rep el nom de wüṉyelfe ("portador de l'alba"). En algunes ocasions, ha estat pres per una representació de la flor del canelo, l'arbre sagrat del poble maputxe.

## Representació
En alguns cultrums apareix dibuixat de forma oposada al sol («Antu») i la lluna («Kuyén»), dins d'un disseny circular que representa la cosmovisió maputxe. També ha estat descrit com a part de dues banderes que les hosts maputxes van utilitzar a la Guerra d'Arauco, encara que no hi ha certesa sobre l'antiguitat d'elles. La primera, però, tenia un guñelve blanc centrat en una creu o estel esglaonat de color blau clar sobre un fons negre. Aquesta bandera apareix sent onejada pel cacic Lautaro (c. 1534-1557) a la representació artística més coneguda d'ell, creada pel frare Pedro Subercaseaux. Segons les versions d'alguns cronistes, la segona d'elles estava composta per un guñelve blanc sobre fons blau, i hauria estat utilitzada per tropes maputxes al començament del segle xviii.
Aquesta va ser agregada al cantó superior esquerre de l'actual Bandera de Xile. Segons Bernardo O'Higgins —governador quan el pavelló va ser adoptat el 1817 i integrant de la Lògia Lautaro—, el pentacle era l'estel d'Arauco amb disseny maçònic. En els dissenys originals d'aquesta s'incloïa un asterisc de vuit puntes inserit al centre de l'estel, símbol del guñelve, representant la combinació de les tradicions europea i indígena. Després, el disseny es va simplificar quedant únicament l'estel principal.

Antiga bandera maputxe amb un guemil, segons l'obra del frare Pedro Subercaseaux
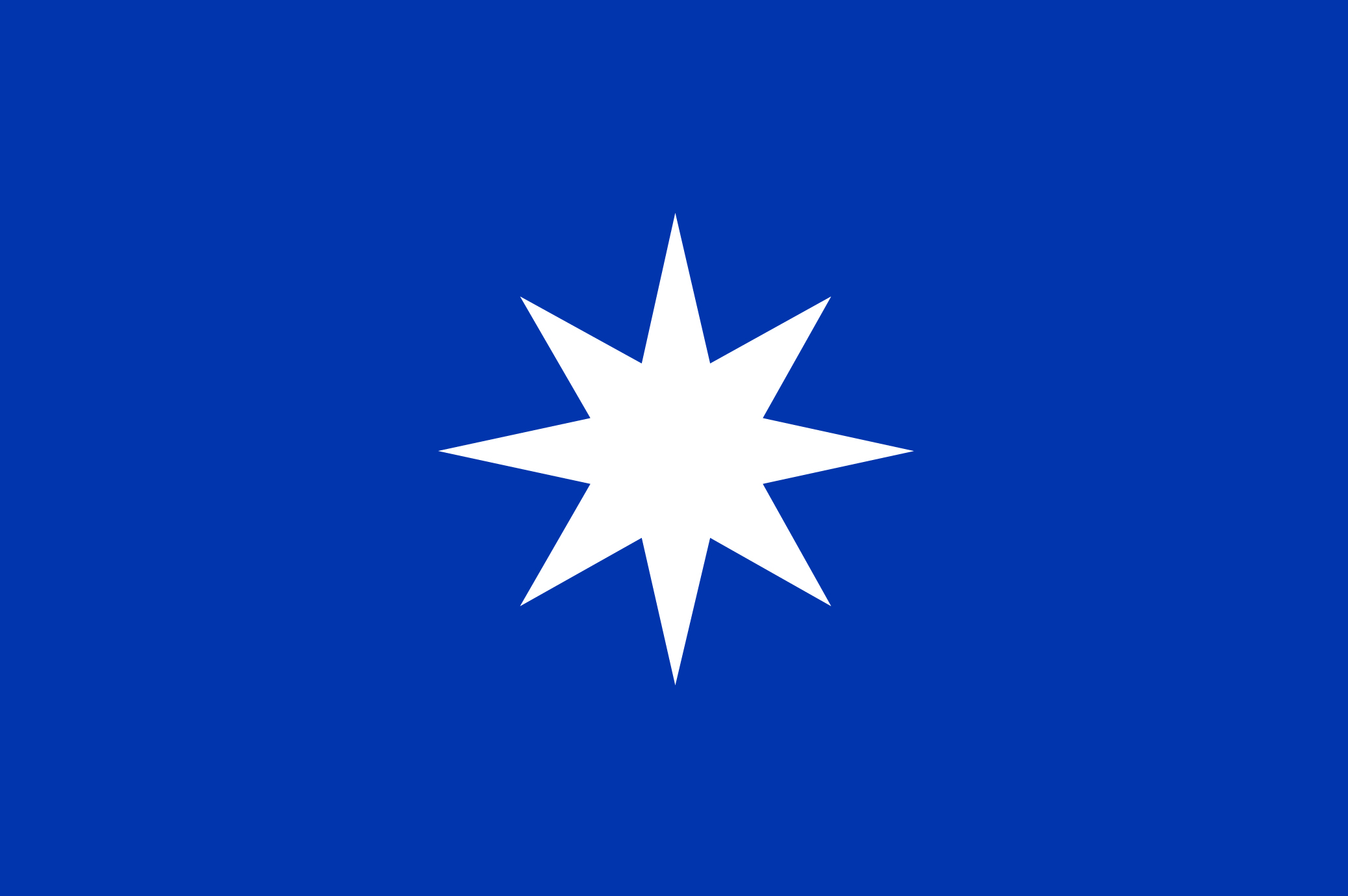
Bandera possiblement utilitzada per tropes maputxes al segle XVIII
Reproducció del disseny original de la bandera
Bandera de Xile

## A la cultura popular
La representació gràfica del guñelve no només es restringeix a l'ús ancestral del poble maputxe o a la inspiració pels alliberadors de Xile. A la Copa Amèrica de futbol de 2015 que es va realitzar en aquest país, els dissenyadors van triar l'estel de cinc puntes de la bandera de Xile i el guñelve al centre d'una pilota com a logotip del torneig.